# Nemzeti Kulturális Alap
A Nemzeti Kulturális Alapot (rövidítve: "NKA") az 1993. évi XXIII. törvény hívta életre, eredetileg elkülönített állami pénzalap jogállással.

## Története
Az 1993. évi törvény eredetileg elkülönített állami pénzalapként hozta létre. A Nemzeti Kulturális Alap költségvetési önállóságát az elkülönített állami pénzalap státus, valamint a kulturális járulék bevezetése biztosította. Ez a megoldás nyújtotta a garanciát arra, hogy a kultúratámogatás e meghatározó területe ne legyen évente kitéve a költségvetési vitában nyomást gyakorló csoportoknak, a mindig szűkös források elosztási harcának. Az alap kezelését a Művelődési és Közoktatási Minisztérium főosztálya látta el 1996-ig, amikor az Országgyűlés a minisztérium alá tartozó, önálló költségvetési szerv, a Nemzeti Kulturális Alap Igazgatósága kezelésére bízta. Az 1999. január 1-jén hatályba lépett költségvetési törvény azonban megszüntette a Nemzeti Kulturális Alapnak ezt a státusát és Nemzeti Kulturális Alapprogram néven fejezeti kezelésű célelőirányzatként a központi költségvetés Nemzeti Kulturális Örökség Minisztériuma fejezetének egyik alcímébe helyezte. Az 1999. január 1-jén hatályba lépett költségvetési törvény azonban váratlanul – a fentiekkel ellentétesen – pénzügytechnikai érvekre hivatkozva, megszüntette a Nemzeti Kulturális Alap elkülönített állami pénzalap státusát, és Nemzeti Kulturális Alapprogram néven fejezeti kezelésű célelőirányzatként a központi költségvetés Nemzeti Kulturális Örökség Minisztériuma fejezetének egyik alcímébe helyezte. Az Országgyűlés 2006-ban úgy döntött, hogy az Alapprogram esetében az Alappá történő visszaalakulás indokolt. 2010. január 1-jével az Országgyűlés megszüntette a kulturális járulékot, és helyette az Alap fő bevételi forrásaként az ötöslottó szerencsejáték játékadójának 90 százalékát jelölte meg.
2016-ban, a minisztériumi háttérintézmények felülvizsgálata során a Nemzeti Kulturális Alap Igazgatóságát december 31-i dátummal megszüntették, jogutódjaként az Emberi Erőforrás Támogatáskezelőt jelölték ki.

## Célja
- Célja a nemzeti és az egyetemes értékek létrehozásának, megőrzésének, valamint hazai és határon túli terjesztésének támogatása.
- Az Alap támogatja:
  - a kulturális ágazat területén a nemzeti és az egyetemes értékek létrehozását, megőrzését, valamint hazai és határon túli terjesztését;
  - a kulturális ágazatot érintő évfordulókat, fesztiválokat, hazai és külföldi rendezvényeket;
  - a nemzetközi kiállításokon, vásárokon a nemzeti kulturális jelenlét biztosítását, a hazai és külföldi kulturális rendezvényeken, fesztiválokon történő részvételt;
  - a művészeti alkotások új irányzatainak kialakítását, új kulturális kezdeményezéseket, a kultúrával kapcsolatos tudományos kutatásokkal, az épített örökséggel, az építőművészettel kapcsolatos tevékenységeket;
  - a kultúrateremtő, kultúraközvetítő, valamint egyéni és közösségi tevékenységeket, a kiemelkedő szakmai teljesítmények elismerésének díjazását, valamint a szakmai szervezetek által alapított díjakhoz való hozzájárulást;
  - a nemzetközi tagdíjak megfizetését.

## A kulturális járulék
A Nemzeti Kulturális Alapra vonatkozó törvény eredeti szövege meghatározta azt, hogy
- az alap saját, ún. kulturális járulékbevétellel rendelkezik, klasszikus értelemben állami támogatást nem kap. A kulturális járulék kifejezetten a Nemzeti Kulturális Alap forrásaként került bevezetésre, az más célra nem használható fel, nem vonható el.
- a rendelkezésére álló pénzforrásokat döntő hányadában – az európai gyakorlatban szinte példátlan – társadalmasított kuratóriumi rendszer működtetésével pályáztatja és juttatja el az arra érdemesített programok megvalósítóihoz.
A társadalmi és szakmai szervezetek döntéshozatalba történő bevonásával, valamint a költségvetési önállóság biztosításával sikerült megvalósítani a kultúratámogatásnak „az államtól karnyújtásnyira” történő megszervezését.

2009 májusában Hiller István oktatási és kulturális miniszter bejelentette, hogy megszűnik a kulturális járulék. A Nemzeti Kulturális Alap (NKA) bevételét ettől fogva az ötös lottóból befolyó szerencsejáték-adó 90 százaléka adja. 2010. január 1-jével az Országgyűlés megszüntette a kulturális járulékot, és helyette az Alap fő bevételi forrásaként az ötöslottó szerencsejáték játékadójának 90 százalékát jelölte meg.
Az alapszerű működés előnyei a fejezeti kezelésű előirányzatként történő kezeléssel szemben az államháztartási törvényből és annak végrehajtásáról szóló kormányrendeletből egyértelműen megállapítható. A kulturális ágazat rugalmasabb finanszírozási formája, valamint a már említett forráshiányos volta miatt kifejezetten kívánatos volt az újbóli, alapként való működtetés.
Az alapprogrammá minősítés óta eltelt időben szerzett tapasztalatok alapján elmondható, hogy az alapprogram működéséhez törvényben is garantált függetlenséget elkülönített állami pénzalapként sokkal hatékonyabban tudta őrizni a különböző állami adminisztrációs befolyásokkal szemben. (Hosszú távú programok támogatása; előfinanszírozás; gördülő pályáztatás; a miniszteri keret mértéke; az elvonások megakadályozása stb.)
Mindezeket figyelembe véve az Országgyűlés 2006-ban úgy döntött, hogy az Alapprogram esetében az Alappá történő visszaalakulás indokolt.
Az EU-hoz való csatlakozás következményeként hazánkban folyamatosan alakul át, módosul a központi akarat érvényesítésének képessége. A döntési jogkörök egy része Brüsszelhez, másik része pedig a régiók és kistérségek hatókörébe került. Ez módosította a hagyományos nemzetállami kulturális politika, illetve itthoni kulturális piac közvetlen lehetőségeit. Ugyanakkor a nemzeti kultúrafinanszírozás továbbra is az illető állam belátásán, döntésén múlik. Ebbe beleértendő a határon túli magyar kulturális igények támogatása is.
A következő évekre szóló magyar kulturális stratégiának a fő feladatokat az esélyteremtés, az érték- és hagyományőrzés, valamint az új értékek létrehozásának céljai szerint kell rendeznie.
Felmérések igazolják, hogy a régiók, illetve a településtípusok között meglévő kulturálódási esélyegyenlőtlenségek nem szűnnek, sok szempontból pedig aggasztóan nőnek. Ez a jelenség tudatos kultúrpolitikai lépéseket indokol, hozzárendelt finanszírozási megoldással.
A kulturális örökség mentése és karbantartása rendkívül szerteágazó, egyre több szakértelmet és ráfordítást igénylő feladatrendszer. Ezért hangsúlyozandó a céltudatos rendszerszerűség megerősítése, pénzforrások biztosításával.
A kulturális ágazat egyes alágazatai több szempontból más finanszírozási lehetőséget igényelnek a hagyományos modellhez viszonyítva. Nevezetesen:
- A kulturális programokra irányuló EU-s pályázatok megszerzésének feltétele a saját forrás biztosítása. Ehhez az NKA-ból is biztosítható forrás. Az elmúlt évek tapasztalatai alapján látható, hogy az EU-s pályáztatás lebonyolítása lassúbb, körülményesebb, a támogatás megszerzése időigényes, kötelezettségvállalás és finanszírozás szempontjából nehezen illeszthető a magyar államháztartási szabályokhoz.
- Az előadó-művészeti terület – döntően – évad időviszonylatban működik. A művészek állandó, vagy alkalmi szerződtetése is – az esetek döntő hányadában – évadhoz kötött. A produkciók bemutatása, vagy felújítása, az előadás-sorozatok évadokra készülnek. A naptári évhez igazodó költségvetés tehát két évad egy-egy félévét érinti, így a programmegvalósítás és a forrásteremtés összhangjának biztosítása állandó bizonytalanságot eredményez az érintettek körében. A programok jelentős részét az érintettek pályázatok útján kapott támogatásokból tudják megvalósítani. A legnagyobb kultúrafinanszírozó NKA elkülönített állami pénzalapként segíteni tudja a fenti ellentmondások feloldását.
- A magyar kulturális életet a külföld felé való nyitottság jellemzi. Számos személyiség, intézmény tart fenn folyamatos kapcsolatot külföldi partnerekkel. Az előadó művészeti területen igény van arra, hogy neves külföldi művészek hazai fellépésével színesítsék programjaikat. A nemzetközi hírnevű művészek programjai azonban általában évekre előre ismertek, hazai meghívás lekötéséhez több évre előre történő kötelezettségvállalás szükséges. Ehhez a felhatalmazás elkülönített állami pénzalapból megadható.
- Hosszú távú kiadói, vagy más programok finanszírozásánál – a stabilitásra való törekvés miatt – egy elkülönített állami pénzalap – forrástartalékolási lehetőségei miatt – jobban meg tud felelni az igényeknek.
- A kulturális ágazatban (is) radikálisan új technológiai fejlődés ment/megy végbe az alkotások létrehozása, átvitele, rögzítése, archiválása és közvetítése területén (új audiotechnikák, a televíziózás új formái, új filmtechnikák, internet). A „kreatív” iparágak (film, tv, az ipari, az építészeti és életmódbeli design) felértékelődése várható. Az új technológiai fejlődés, illetve tudatos fejlesztés hosszú távú, kiszámítható, stabil finanszírozási forrást igényel, amelyhez nemzetgazdasági érdek is fűződik. Az NKA mint elkülönített állami pénzalap, ebben a finanszírozásban hatékony szerepet vállal.
- Az épített kulturális örökség területén adódó feladatok általában hosszabb távú pénzügyi kötelezettségvállalást igényelnek. A költségvetési vita alól kivont NKA, mint elkülönített állami pénzalap, ezt az igényt kiszámíthatóbbá, tervszerűbbé tudja tenni.
Az állami kulturális finanszírozás bizonyítottan bevált intézményét, a Nemzeti Kulturális Alapot meg kell őrizni, feladatát a fenti szempontok figyelembevételével tovább erősíteni, finanszírozási lehetőségeit a kulturális szféra igényeinek megfelelően rugalmasabbá kell tenni.